# Gaber, Dobrici
Gaber (în bulgară Габер, în română Ghiurghenli) este un sat în comuna Krușari, regiunea Dobrici, Dobrogea de Sud, Bulgaria. 
Între anii 1913-1940 a făcut parte din plasa Ezibei a județului Caliacra, România.

## Demografie
Componența etnică a satului Gaber
     Romi (10,9%)
     Turci (87,27%)
     Nicio identificare (1,81%)
     Altele (0%)
La recensământul din 2011, populația satului Gaber era de 110 locuitori. Din punct de vedere etnic, majoritatea locuitorilor (87,27%) erau turci, cu o minoritate de romi (10,9%). Pentru 1,81% din locuitori nu este cunoscută apartenența etnică.